# Verfassung des Königreichs Bayern von 1808
Die Verfassung des Königreichs Bayern von 1808 (auch: Constitution für das Königreich Baiern von 1808) war die erste verfassungsrechtliche Grundlage Bayerns und hatte als erste eine ständeunabhängige Volksvertretung in einem deutschen Staat eingeführt.

## Entstehung
Kurfürst Maximilian IV. Joseph von Bayern – seit 1799 Herrscher über Kurpfalzbayern und ab 1803 auch über Teile Frankens und Schwabens – nahm am 1. Januar 1806 offiziell den Titel „König Maximilian I. von Bayern“ an und wurde in München zum König proklamiert. Dies und die erforderliche Reorganisation des neuen Staates veranlassten den Erlass der Konstitution von 1808, deren Reichweite und Umfang sich vor allem nach dem Beitritt Bayerns zum Rheinbund noch stark erhöhte. Sie entstand unter der Ägide des leitenden Ministers Maximilian von Montgelas. Ein wichtiger Aspekt der bayerischen Verfassungspläne war die Notwendigkeit, die nach der Säkularisation und der Mediatisierung neu gewonnenen Gebiete in den neuen bayerischen Staat zu integrieren. Außerdem war es die Absicht, einer befürchteten aufgezwungenen Verfassung durch Napoleon zuvorkommen.
Nach einem Verfassungsentwurf von 1806 war es auch eine Aufgabe der künftigen Konstitution, ein (bayerisches) Nationalgefühl zu schaffen.

## Inhalt
Die Konstitution für das Königreich Baiern vom 1. Mai 1808 mit ihren sechs Titeln und 45 Paragraphen trat am 1. Oktober 1808 in Kraft. Sie orientierte sich an der von französischen Juristen erarbeiteten Constitution des Königreichs Westphalen, fasste aber auch die bis dahin in Bayern durchgeführten Reformen zusammen und bot die Grundlage für deren Fortentwicklung durch „Organische Edikte“ und andere Vollzugsvorschriften.
Als Ziel war in der Präambel die Vereinheitlichung und Konzentration des Staates definiert.
Wichtig für die Gestaltung der inneren Verhältnisse des Landes war die Aufhebung aller besonderen Verfassungen, Privilegien, Erbämter und Landschaftlicher Korporationen der einzelnen Provinzen. Damit sollte die Vielzahl der im neuen bayerischen Staat aufgegangenen Territorien unterschiedlichster Art zu einem Staat zusammengefasst und nach einheitlichen gesellschaftlichen und verwaltungsrechtlichen Grundsätzen regiert werden.
Die „Hauptbestimmungen“ der Konstitution enthielten die vom König als einem Organ des neuen Staates garantierten Grundrechte: Gleichheit aller Staatsbürger vor dem Gesetz, (gleiche Steuerpflicht, gleicher Zutritt zu allen Staatsämtern, Abschaffung der Leibeigenschaft, die allerdings in Bayern ohnehin keine besondere Bedeutung mehr gehabt hatte), Sicherheit der Person und des Eigentums, Gewissens- und Religionsfreiheit, Pressefreiheit im Rahmen bestimmter Zensurgesetze. Weitere „Titel“ der Konstitution behandelten die Rechtsstellung des Königshauses gegenüber dem Staat, die Staatsverwaltung und die Behördenorganisation mit Ministerien, Mittel- (= Kreis) und Unterbehörden. Dazu kamen Bestimmungen über Beamte, die Unabhängigkeit der Richter, eine neue Gerichtsverfassung sowie die Schaffung einheitlicher Bestimmungen über Straf- und Zivilrecht für das ganze Königreich und schließlich das Militär.
Völlig neu war die im vierten „Titel“ vorgesehene, nicht mehr nach Ständen zusammengesetzte Nationalrepräsentation. Das aktive und das passive Wahlrecht sollten nur die 200 „Land-Eigentümer, Kaufleute oder Fabrikanten“ in jedem Kreis haben, die dort die höchsten Grundsteuern zahlten.

## Edikte
Wenig später wurden von König Maximilian I. durch Minister Montgelas zwei Edikte erlassen, die die Konstitution ergänzten. Das Edikt von 1809, auch bekannt als Bayerisches Toleranzedikt, legte erstmals die freie Religionsausübung der christlichen Konfessionen (katholisch und evangelisch) sowie die staatliche Neutralität diesen gegenüber fest. Danach folgte das Edikt von 1813, auch bekannt als Bayerisches Judenedikt, das einen wichtigen Beitrag zur vollständigen Gleichberechtigung der jüdischen Bürger leistete, die jedoch erst mit der Bismarckschen Reichsverfassung von 1871 erreicht wurde.

## Bewertung
Wegen dieses strikten Zensuswahlrechts und weil die Nationalrepräsentation nie zusammen trat, sprach Ernst Rudolf Huber von einem Scheinkonstitutionalismus. Dennoch waren in der Verfassung Tendenzen angelegt, die später die Entwicklung Bayerns zu einer konstitutionellen Monarchie im Gegensatz etwa zu Preußen oder Österreich erleichterten.
In nach-napoleonischer Zeit löste die Verfassung von 1818 dann die Konstitution von 1808 ab.